# Videobewerkingssoftware
Videobewerkingssoftware is een verzamelterm voor computerprogramma's die digitaal opgeslagen video's (bewegende beelden) kunnen bewerken door middel van een computer door het toevoegen van overgangen, effecten of het knippen en monteren van scènes. Voor bijna elk platform bestaat videobewerkingssoftware, waaronder Windows, Mac en Linux.